# Yaşar (nome)
Yaşar  è un nome proprio di persona turco maschile.

## Origine
Il nome in lingua turca significa "colui che vive", "colui che abita". È diffuso anche come cognome.

## Onomastico
Il nome è adespota, non essendo portato da alcun santo. L'onomastico si può festeggiare il 1º novembre, per Ognissanti.

## Persone
- Yaşar Doğu, lottatore turco
- Yaşar Erkan, lottatore turco
- Yaşar Kemal, scrittore, giornalista e intellettuale turco
- Yaşar Vahabzadə, ex calciatore azero